# Haemogregarina quadrigemina
Haemogregarina quadrigemina is een soort in de taxonomische indeling van de Myzozoa, een stam van microscopische parasitaire dieren. Het organisme komt uit het geslacht Haemogregarina en behoort tot de familie Haemogregarinidae. Haemogregarina quadrigemina werd in 1904 ontdekt door Brumpt & Lebailly.